# Passion (宇多田ヒカルの曲)
「Passion」（パッション）は、2005年12月14日にリリースされた宇多田ヒカルの15thシングル。

## 概要
スクウェア・エニックスのPS2用ゲームソフト『キングダム ハーツII』の主題歌。「光」「Simple And Clean」に続いて同シリーズの主題歌に使用された。後にDS用ソフト『キングダム ハーツ 358/2 Days』の主題歌としても使われている。
PVの撮影は中華人民共和国で行われ、多数のエキストラが起用された。理由は、経費削減と草原を映すためと宇多田本人が発言している。当初はCDのみが12月7日、CD+DVDが12月14日に発売予定だったが、両方とも12月14日に変更された（『キングダム ハーツII』の発売が遅れたため）。同時にゲーム内で使われた別バージョン「〜after the battle〜」もカップリング収録された。
『キングダム ハーツII』のサウンドトラックには別バージョン「〜opening version〜」が収録されている（曲のアレンジは「Sanctuary」と共通）。今作でも1曲のみの収録だったが、バージョン違いの「〜after the battle〜」が収録された。どちらのバージョンも曲終盤の「ずっと前に～」以降の部分が歌われない構成になっている。
コーラスに"I need more affection than you know"という言葉を逆再生したものが使われている。デモ曲は1年以上前に出来ており、何度か行き詰まりを繰り返したようだが、作品には満足していると語っている。エンディングの曲調が変わるところが特に本人自身が気に入っている部分である。タイトルを決める際に「Passion」か「秘められし情熱」のどちらにするかを非常に迷ったと述べている。
2010年1月〜2月にアメリカとイギリスで開催した海外ツアーでは、この日本語詞「Passion」と英語詞「Sanctuary」をフュージョンしたスペシャルバージョンが披露された（構成としては、「Passion ～single version～」と「Sanctuary (Opening)」のミックス）。さらに同年12月に神奈川・横浜アリーナで開催された宇多田ヒカル コンサート"WILD LIFE"では、「Passion 〜single version〜」の中間部に「Sanctuary (Opening)」を挟むアレンジで披露された。

## 収録曲
全作詞・作曲・編曲: 宇多田ヒカル

### 通常版・紙ジャケット仕様
1. Passion 〜single version〜(4:42)
2. Passion 〜after the battle〜(5:58)
PS2用ゲームソフト『キングダム ハーツII』エンディングテーマ
DS用ソフト『キングダム ハーツ 358/2 Days』エンディングテーマ
3DS用ソフト『キングダム ハーツ 3D ［ドリーム ドロップ ディスタンス］』エンディングテーマ

### DVD付 Version

#### CD
1. Passion 〜single version〜(4:42)
2. Passion 〜after the battle〜(5:58)

#### DVD
1. Passion 〜single version〜

### 「キングダム ハーツII」サウンドトラック盤
1. Passion 〜opening version〜
PS2用ゲームソフト『キングダム ハーツII』オープニングテーマ
DS用ソフト『キングダム ハーツ 358/2 Days』オープニングテーマ
2. Passion 〜after the battle〜

- その他、インストのオーケストラ・バージョンも収録されている。

## Sanctuary Opening/Ending
「Sanctuary -Opening-」(サンクチュアリー -オープニング-)及び、「Sanctuary -Ending-」(サンクチュアリー -エンディング-)は日本のシンガーソングライター、宇多田ヒカルの配信限定シングル。

### 解説
配信限定シングルとしては、「Beautiful World -PLANiTb Acoustica Mix-」から僅か1ヶ月での発売となり、「Passion」の英語版に当たる。
北米版『キングダム ハーツII』および『キングダム ハーツII FINAL MIX』ではこの楽曲の英語詞バージョン「Sanctuary」が主題歌となっており、アレンジも「Passion」とは少し異なっている。この「Sanctuary」はCD化とデジタル配信などのリリースが長い間されていなかったが、2009年にUtada名義のアルバム『This Is The One』（アメリカ版）のボーナストラックとして待望の収録を果たした。日本ではデジタル配信で2009年7月にリリースされ、2010年11月に発売された『Utada The Best』にも2バージョンが収録されている（正規の日本盤CDで「Sanctuary」が聴けるのはこの『Utada The Best』のみ）。

### 収録曲
1. Sanctuary -Opening-
passion ～opening version～に相当。
2. Sanctuary -Ending-
passion ～after the battle～に相当。